# John Wagner
Pour les articles homonymes, voir Wagner.
Compléments
créateur de Judge Dredd
John Wagner (né en 1949 en Pennsylvanie) est un scénariste de bande dessinée britannique. Acteur important, avec Pat Mills, du renouveau de la bande dessinée britannique dans les années 1970, il participe au lancement de 2000 AD en 1977, et il y crée pour le second numéro son œuvre la plus célèbre, Judge Dredd, qu'il écrit toujours parfois dans les années 2010. Wagner travaille également ponctuellement pour le marché américain (A History of Violence, 1997).

## Prix
- 1979 : Prix Eagle du meilleur scénariste (sous le nom T. B. Grover)
- 2005 :  Prix Haxtur de la meilleure histoire courte pour A History of Violence (avec Vince Locke)
- 2006 :  Prix Inkpot, pour l'ensemble de sa carrière